# エトリザエイ島
エトリザエイ島（エトリザエイとう、アイスランド語：Elliðaey）はアイスランドのヴェストマン諸島にある無人島である。

## 概要

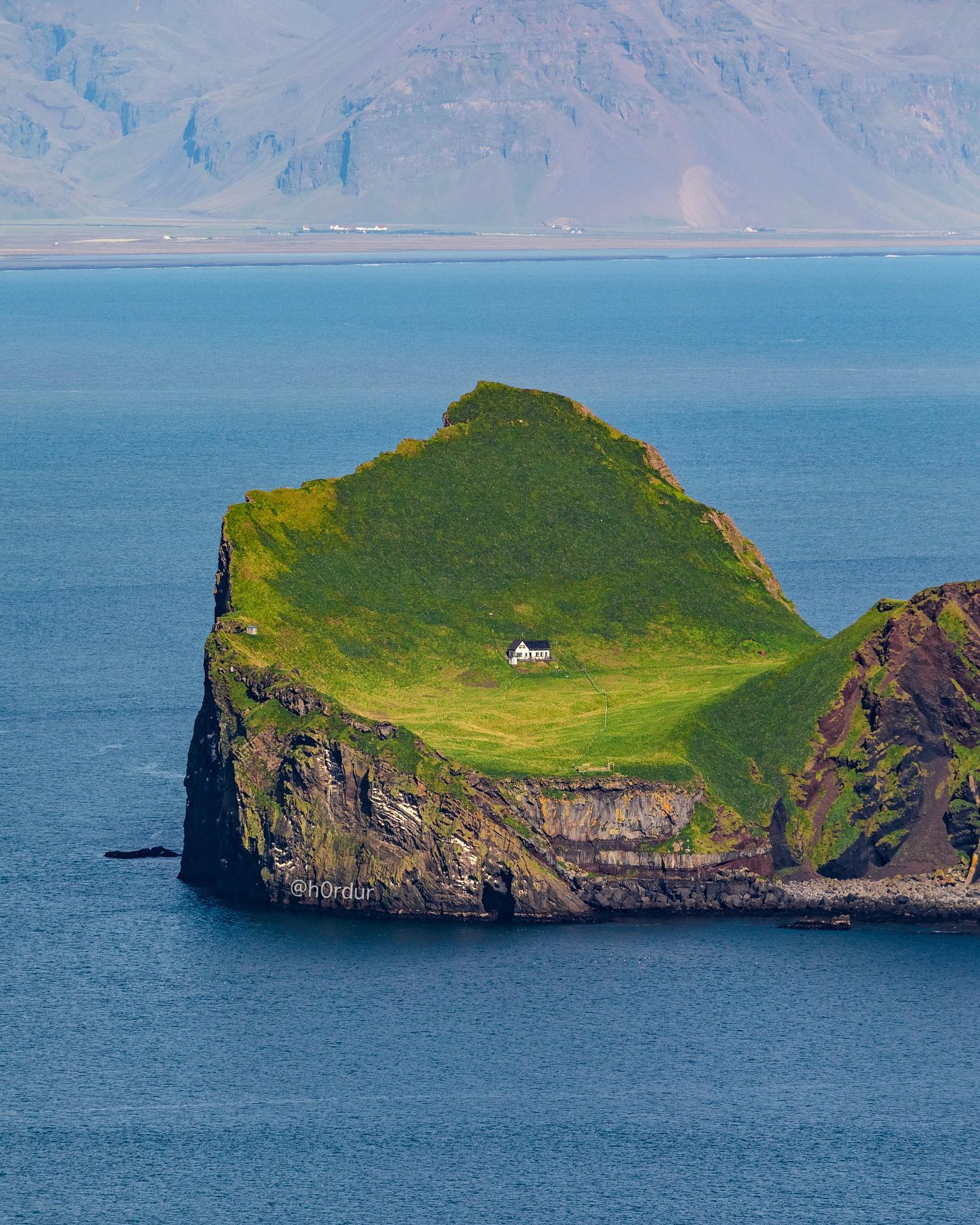
島に所在する家屋

アイスランド本土からは約11km離れた面積0.45km²の島で、ヴェストマン諸島の中では3番目に大きい。定住者はいないほか野生動物もツノメドリ以外はあまり生息していない。約300年前までは居住者がおり、5つの家族がツノメドリを狩って暮らしていたという。
島には2つの建造物があり、大きい方は1953年にエトリザエイ狩猟協会によって建てられた狩猟小屋である。この小屋はツノメドリの保護を行う協会の宿泊施設として利用されており、アイスランド漁業協会の会員のみが立ち入り可能となっている。狩猟小屋の向かい側の丘には生物学者が機材を保管するために使われていたと考えられる古い倉庫と作業場がある。この狩猟小屋は「世界一孤独な家（world's loneliest house）」として知られている。
2000年にアイスランドの首相ダヴィード・オッドソンが歌手のビョークに対し無料でブレイザフィヨルズルにある同名のエトリザエイ島（Elliðaey）に居住することを許可すると発言したことがきっかけで、一部のファンの間ではビョークがこの島に住んでいると誤解されたことがある。しかしビョークはこの島を購入したことや家を構えたことは一度もなく、ヴェストマン諸島のエトリザエイ島とビョークの関係性は一切ない。